# Miesweg

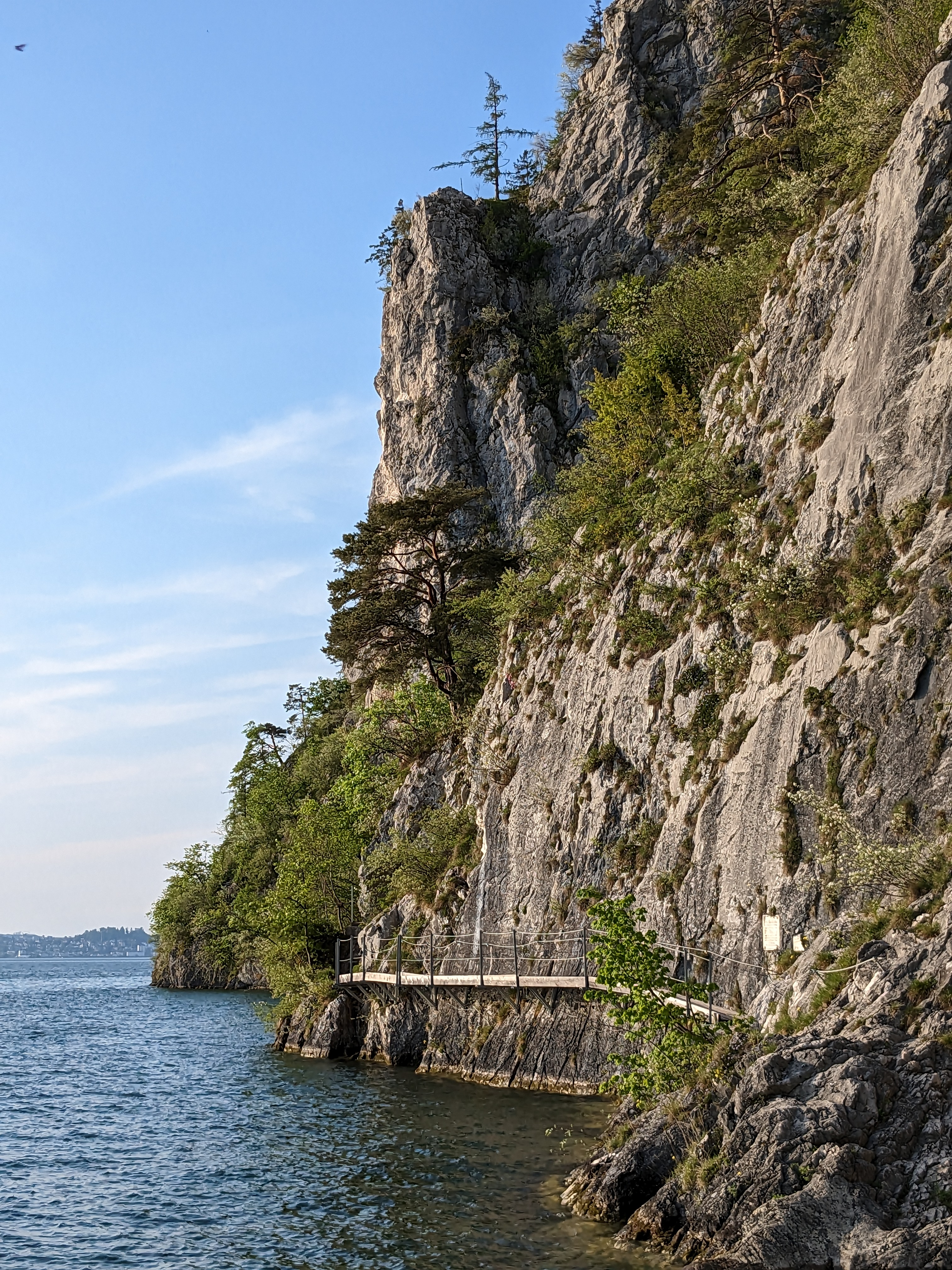
Am Miesweg, 2023

Der Miesweg ist ein Steig am Ostufer des Traunsees am Fuß des Traunsteins.

## Geschichte

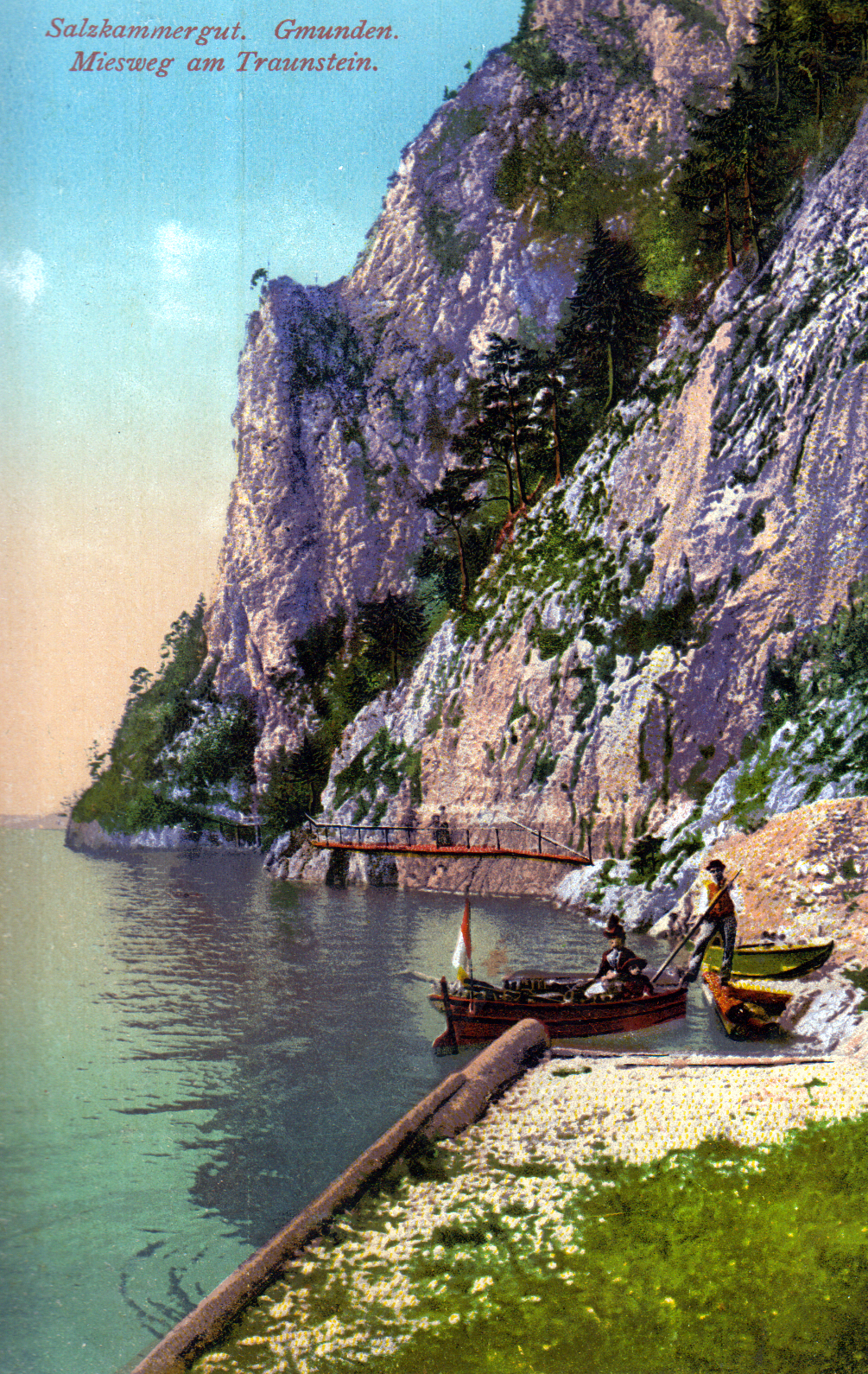
Touristen und Jäger setzten bis zur Fertigstellung der Karbach-Forstraße mit dem Boot zur Lainaustiege über, 1906

Der Miesweg ist wahrscheinlich eine der ältesten Weganlagen im Traunsteingebiet. Der Weg bestand schon Anfang des 19. Jahrhunderts, verfiel aber und wurde 1878 von der Sektion Gmunden des Österreichischen Touristenklubs neu errichtet. Zahlreiche Sprengungen und Schutzbauten waren notwendig, um ein sicheres Begehen zu gewährleisten. Der Steig war vor dem Bau der Karbach-Forstraße ins Lainautal der einzige Zustieg für Fußgänger. Nach dem Straßenbau verfiel er und war jahrelang nicht begehbar. 1978 wurde der landschaftlich schöne Steig von der Stadtgemeinde Gmunden und dem Verein Freunde der Stadt Gmunden wieder instand gesetzt. 2019 wurde der Miesweg erneut saniert und ist seitdem als alpiner Steig gekennzeichnet. Der Name bezieht sich auf die Örtlichkeit „Am Mies“, einem in Wassernähe unterhöhlten Felspfeiler.

## Beschreibung
Der Steig führt abwechselnd hoch über dem Seespiegel, dann wieder knapp über diesen durch die nahezu senkrechte Westwand des Traunsteins zur Lainaustiege. Vom Parkplatz am Ende der Traunsteinstraße erreicht man auf einem Wanderweg entlang des Traunsees in einer halben Stunde die „Ansetz“, eine alte Schiffsanlegestelle und danach den Einstieg beim Beginn des Straßentunnels. Der Steig ist auf der Bergseite durchgehend mit Drahtseilen gesichert, größere Einbuchtungen des Steigs werden überbrückt. Nach etwa 30 Minuten Gehzeit befindet sich ein freier Platz, der früher als Schiffsanlegestelle genutzt wurde. Unter einer großen Sommerlinde befindet sich ein Rastplatz mit Bänken. Vom Rastplatz erreicht man in 10 Minuten Aufstieg die Forststraße zur Mairalm unmittelbar nach dem Ende Tunnels und kann über diese zum Parkplatz zurückkehren.